# Ernani Braga
Hernani da Costa Braga (* 10. Januar 1888 in Rio de Janeiro; † 17. September 1948 in São Paulo) war ein brasilianischer Komponist, Pianist und Dirigent.

## Leben
Braga hatte in seiner Jugend Klavierunterricht und trat auf Anregung seines Lehrers Manuel Faulhaber  in das Instituto Nacional de Música (heute: Escola Nacional de Música der Universidade Federal do Rio de Janeiro) ein. Dort studierte er Klavier, Musiktheorie, Harmonielehre und Kontrapunkt u. a. bei Alberto Nepomuceno, Alfredo Bevilacqua und Antônio Francisco Braga. Als Stipendiat vervollkommnete er seine Ausbildung in Paris bei Vincent d’Indy und am Pariser Konservatorium bei Jules Massenet. Ab 1908 unterrichtete er am Instituto Nacional de Música. Einer seiner Schüler war Mozart Camargo Guarnieri.
1922 nahm er als Interpret von Werken Heitor Villa-Lobos’ an der Semana de Arte Moderna teil. Zwanzig Jahre lang dirigierte er das Orchester bei den Rio Sociedade de Concertos Sinfônicos. In Recife gründete er das Conservatorio Pernambucano De Musica. Als Komponist wurde er durch seine Bearbeitungen von Volksliedern populär. Er komponierte aber auch sinfonische Werke und Opern.

## Werke
- Cinco canções nordestinas do folclore brasileiro
- Marab, sinfonische Dichtung
- Episódo sinfônico
- Jupira, Oper
- Cancioneiro Gaúcho